# Rafael Barrientos (músico)
Rafael "Lito" Barrientos (8 de julio de 1915 – 2 de agosto de 2008) fue fundador de la Orquesta Internacional de Lito Barrientos. Nació en Armenia, departamento de Sonsonate, El Salvador.
La Orquesta Lito Barrientos es reconocida por la famosa canción Cumbia en do menor entre otras canciones. Era un músico excepcional, compositor de cumbia y promotor del folclore costumbrista en el país.

## Biografía
Rafael Rogelio Barrientos Marroquín nació el 8 de julio de 1915 en el barrio Santa Teresa de la villa de Armenia, departamento de Sonsonate, El Salvador. Sus padres eran Pedro Barrientos y Enriqueta Marroquín.
Su primer contacto con la música fue en el coro de su ciudad natal, Armenia, a unos 300 metros de su casa.
Era un comerciante y al mismo tiempo marimbero en el grupo Alma India, al que integró cuando lo invitaron porque reconocía como hermano a Leopoldo Barrientos, quien ya era célebre en su ejecución.
En Sononate aprendió tocar el trombón, gracias a su participación en la banda Rafael Álvarez Monchez.
Su éxito fue desarrollado en los años 40 del siglo XX, siendo un contemporáneo de las orquestas grandes como la de Glenn Miller. Era un maestro en varios instrumentos, pero su especialidad era el trombón.
Su vida lo llevó luego a Costa Rica, Panamá, Colombia y otras regiones de Centroamérica. Cuando fundó su orquesta, debutó en el Casino Salvadoreña sobre la esquina opuesta al Parque Barrios de San Salvador.  En las fiestas cobraban ciento cincuenta colones dependiendo del lugar. La orquesta acompañó a Tongolele, Lucho Gatica, Muñiz y los Churumbeles de España.
En uno de sus viajes a Colombia grabó Burbujas y Pimienta para Discos Tropical de Barranquilla. También grabó para Discos Fuentes de Medellín el tema Very, very, well de Antonio Fuentes y terminó siendo otro tremendo éxito en Colombia, Perú, Ecuador, Venezuela, México y Estados Unidos. Ese fue el mayor éxito que tuvo.
También fue fundador de la Unión General de Artistas-Salvadoreños (UGASAL),; la Sociedad de Autores, Compositores e Intérpretes (SACIM); y dueño del sello Discolito.
Compuso canciones como Son guanaco y Pájaro picón.
Barrientos murió de la enfermedad de Parkinson en su casa en la colonia Montserrat, el 2 de agosto de 2008. En memoria de don Lito Barrientos se colgó en el Centro de Medios Cumbia en do menor una de las canciones con las que conquistó El Salvador. Le sobrevivió su esposa, doña Rosa Amelia Martínez de Barrientos, quien lo acompañó hasta el final.

## Reconocimientos
Es honrado con su nombre en una calle de su ciudad natal, Armenia, Sonsonate, y un parque en Ciudad Colón, Barrientos dio una gran contribución a la cultura musical de El Salvador. En 2007 fue nombrado Hijo Meritísimo de El Salvador. Su orquesta recibió su premio en un evento en el parque de la colonia Montserrat en San Salvador, su sitio de residencia. Además, el parque fue rebautizado con su nombre. Otros premios que recibió durante su carrera fueron el Congo de Oro en Barranquilla, Colombia, “Ingenio 2006” del Centro Nacional de Registros (CNR), y la Orden de José Matías Delgado.